# Phulwarisharif
Phulwarisharif är en stad i den indiska delstaten Bihar, och tillhör distriktet Patna. Folkmängden uppgick till 81 740 invånare vid folkräkningen 2011, och den är en förort till storstaden Patna.